# Tallflorskinn
Tallflorskinn (Botryobasidium obtusisporum) är en svampart som beskrevs av J. Erikss. 1958. Tallflorskinn ingår i släktet Botryobasidium och familjen Botryobasidiaceae.  Arten är reproducerande i Sverige. Inga underarter finns listade i Catalogue of Life.

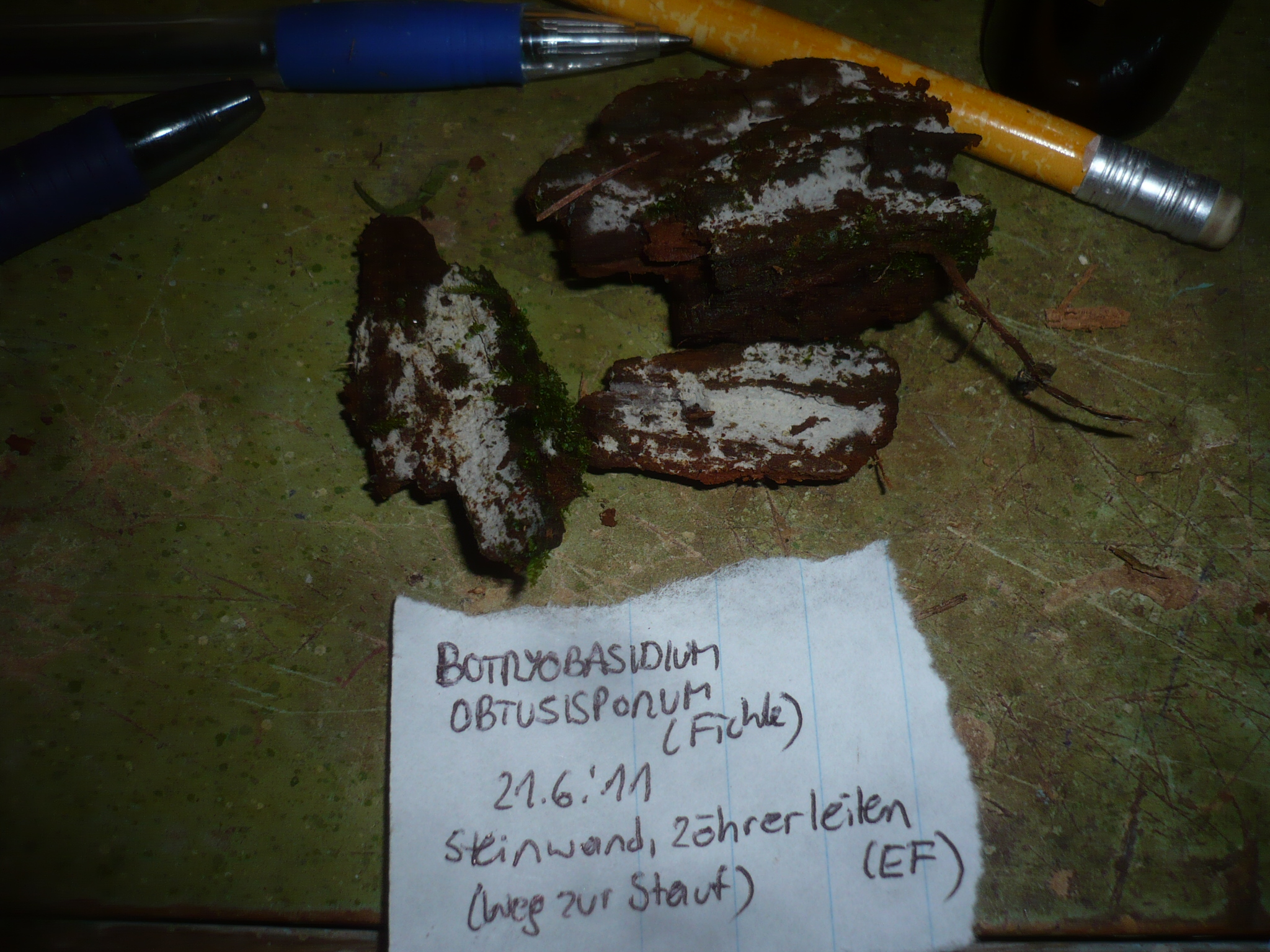